# La Jemaye
Jemaye – miejscowość i dawna gmina we Francji, w regionie Nowa Akwitania, w departamencie Dordogne. W 2013 roku populacja gminy wynosiła 115 mieszkańców. 
W dniu 1 stycznia 2017 roku z połączenia dwóch ówczesnych gmin – La Jemaye oraz Ponteyraud – utworzono nową gminę La Jemaye-Ponteyraud. Siedzibą gminy została miejscowość La Jemaye. 